# 上海市精神卫生中心
上海市精神卫生中心，即上海交通大学医学院附属精神卫生中心，俗称宛平南路600号、600号，是中国上海市唯一一座精神病学专科三级甲等医院，由上海市卫生健康委员会管理，是上海交通大学医学院的附属医院之一，主导上海全市精神卫生领域的医疗、教研、预防康复、心理咨询和学术交流等工作。精神卫生中心的前身是陆伯鸿于1935年在上海县（今闵行区）主办的普慈疗养院。中华人民共和国成立后，疗养院被上海市军管会接管，1958年改为上海市精神病防治院，主院区迁至徐汇区宛平南路600号，原址成为分院区。1985年，医院再次改名为上海市精神卫生中心。医院于1990年代获评三级甲等医院，之后成立自愿戒毒中心和心理咨询中心。2006年，医院挂牌成为上海交通大学医学院附属医院，同时作为复旦大学医学院和同济大学医学院的教学医院。
精神卫生中心分为徐汇和闵行两个院区，以及下属的心理咨询和治疗中心（上海市心理咨询培训中心），设有超过2,100张病床，是中国大陆规模最大的精神卫生机构。医院长期位居中国最佳医院排行榜综合榜前100位和精神医学专科全国前3位。医院治疗范围包括各类精神障碍，还提供心理咨询和治疗服务。精神卫生中心开通运行了心理援助公益热线（021-12320-5）为公众提供心理干预和咨询服务，还在多场灾难或事故后为受害者提供心理干预，同时与禁毒部门合作开展禁毒工作，与其他医院、企业和司法部门合作提供社会服务。医院还与全球多所高校、科研机构、医疗机构合作，参与精神医学的教学和研究。

## 历史沿革

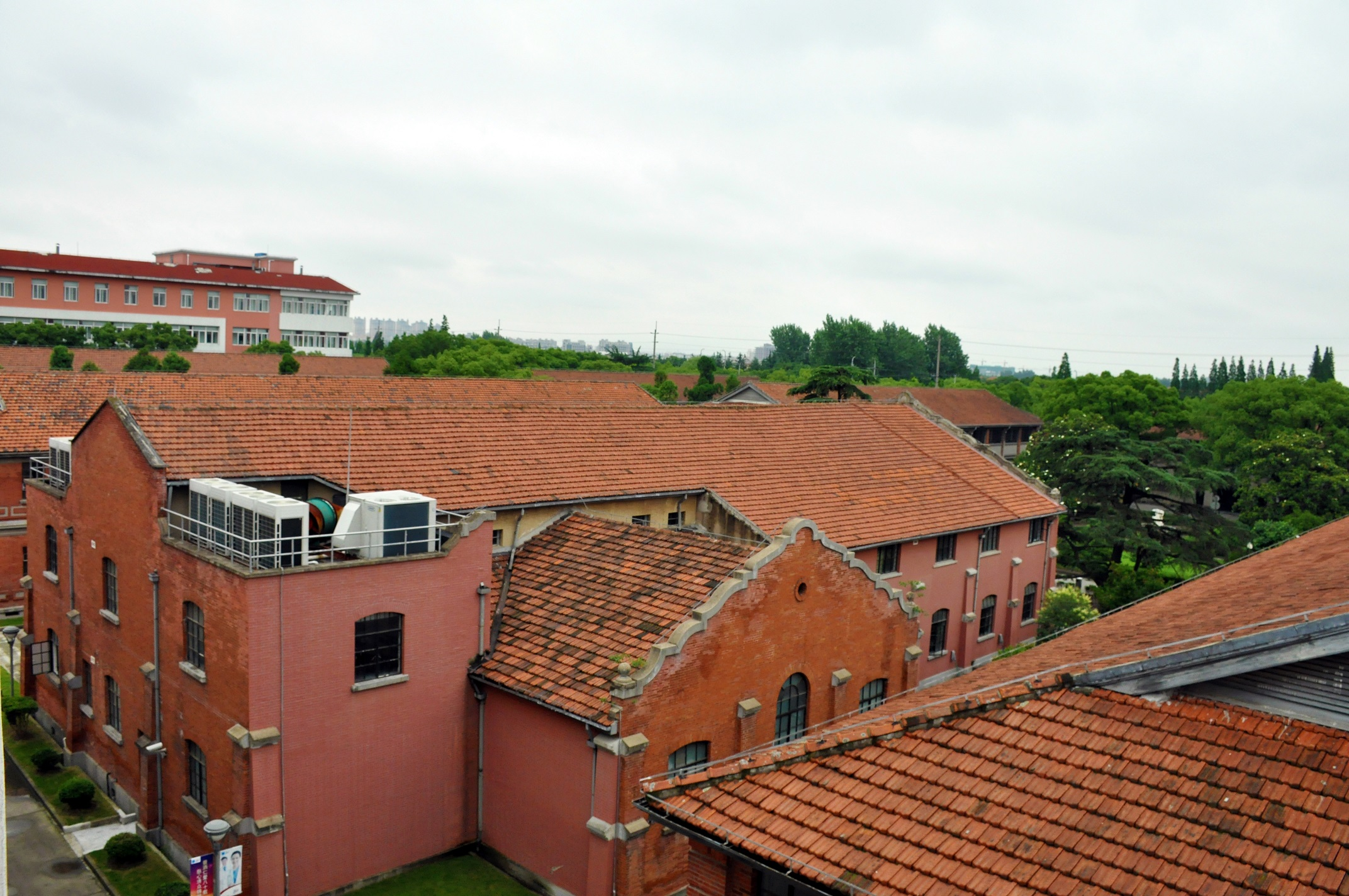
普慈疗养院旧址，今属精神卫生中心闵行院区

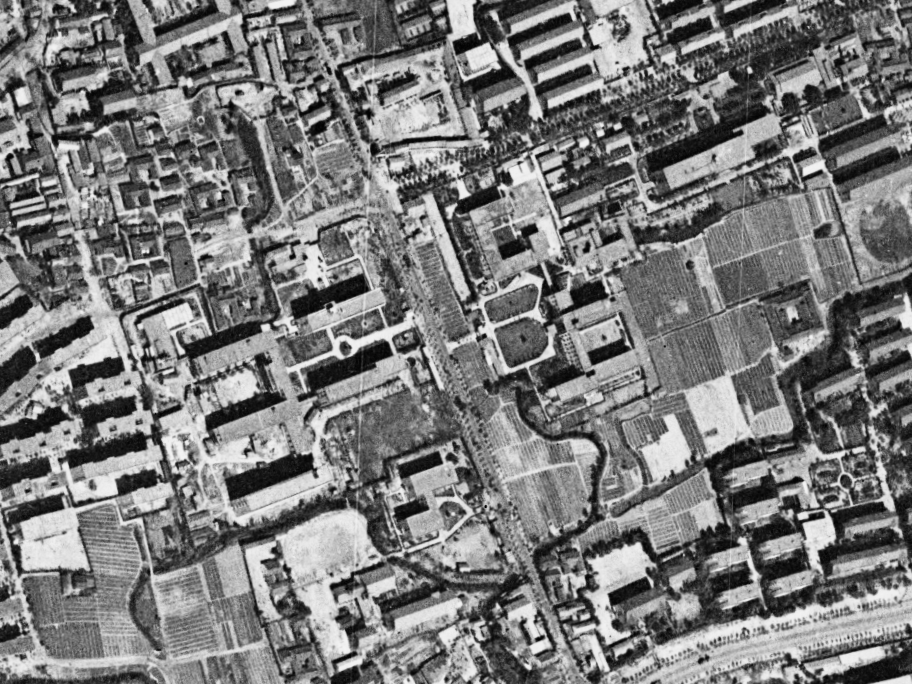
宛平南路卫星图（1966年），上海市精神卫生中心位于路左侧

上海市精神卫生中心的历史最早可追溯至1935年成立的普慈疗养院。1935年6月，在企业家、慈善家陆伯鸿的发起下，上海租界、天主教公教进行会和慈善家集资10余万银圆，在上海县（今闵行区）北桥建立了普慈疗养院收治精神疾病患者，上海市政府也提供了资助。疗养院由陆伯鸿担任首任院长，教会神职人员负责管理。当时的教堂至今仍保留在精神卫生中心闵行院区内，疗养院旧址于2014年入选上海市文物保护单位。疗养院设有300至400张病床，是当时远东地区最大、设备最完善的精神科专科医院，但囿于当时的医学水平，多数病人仅被收容在此，并无有效的治疗。1937年，抗日战争爆发后，医院内设立了伤兵医院和难民所。医院的德国籍神父与日军交涉周旋，最终确保了医院的正常运行。战后医院又获得了聯合國善後救濟總署和中国天主教福利会的资助。国共内战中，国民党军队撤离上海之前炸毁了医院的水塔和教堂钟楼。
中华人民共和国成立后，上海市军管会于1952年11月12日接管普慈疗养院，更名为上海市立精神病院，交由上海市卫生局（今上海市卫生健康委员会）管理，中国著名精神病学家粟宗华主持医院工作，后任院长。此后数年间，在粟宗华的主张和上海医学界的支持下，私立虹桥疗养院、中国疯人医院、复生医院、清心医院和上海精神病疗养院等上海全部的私立精神病院都先后并入市立精神病院。
1958年7月，市立精神病院与上海第一和第二医学院精神科合并，联合成立上海市精神病防治院，同时作为这两所医学院精神科教学医院。此时的精神病防治院已经包括了上海全市的精神科机构。新建的精神病防治院位于宛平南路600号，设有400张病床；位于北桥的原市立精神病院成为精神病防治院北桥分院，之后一度独立管理，后于1980年重新合并；原上海精神病疗养院成为虹桥分院，1966年并入总院。全院最初共有1,100张病床，1965年时达到1,600张。1960年代，精神病防治院在氯丙嗪引进中国后，率先开始动物和临床试验，成为中国精神病学史上最早运用药物治疗精神病的机构之一。1981年时，精神病防治院成立了上海市精神卫生研究所，从事相关疾病的科研工作。此医院是中国精神病学界率先允许患者在院内自由行动的精神病院之一，1984年还曾组织部分患者前往杭州旅游。
1985年2月，精神病防治院更名为上海市精神卫生中心，北桥分院改为市精神卫生中心北桥分部（现为精神卫生中心闵行院区）。精神卫生中心同时列为上海医科大学、第二医科大学和铁道医学院的教学医院，1995年时有病床1,772张。1980年代，中心开设了心理门诊，是中国大陆最早的心理门诊之一，但就诊人数甚少。1992年，医院成立了上海市心理咨询中心，于1998年迁至独立的大楼，之后更名为上海市心理咨询与治疗中心，是中国大陆首个独立的类似机构。1997年，精神卫生中心还被评为三级甲等医院，并成立了自愿戒毒中心。此后精神卫生中心的门诊量逐年增长。2005年，中心启用了新建的门诊大楼，年门诊患者约25万人次。2006年8月，精神卫生中心正式成为上海交通大学医学院（原上海第二医科大学）的附属医院，同时作为复旦大学上海医学院（原上海医科大学）、同济大学医学院（原上海铁道医学院）和上海中医药大学的教学医院。

## 医疗服务
上海市精神卫生中心为上海市卫生和计划生育委员会管辖的公立医院，是上海市唯一一座三级甲等精神病专科医院，主导上海全市精神卫生领域的医疗、教育研究、预防康复、心理咨询和学术交流等多方面工作，是中国大陆规模最大的精神卫生机构。医院自2010年起登上复旦大学医院管理研究所中国最佳医院排行榜综合榜的全国前100位，同时自2009年榜单设立起一直位列精神医学专科排行榜全国前3位和华东地区第1位。其精神病学专科于2011年成为中国国家卫生和计划生育委员会评定的“国家临床重点专科”。

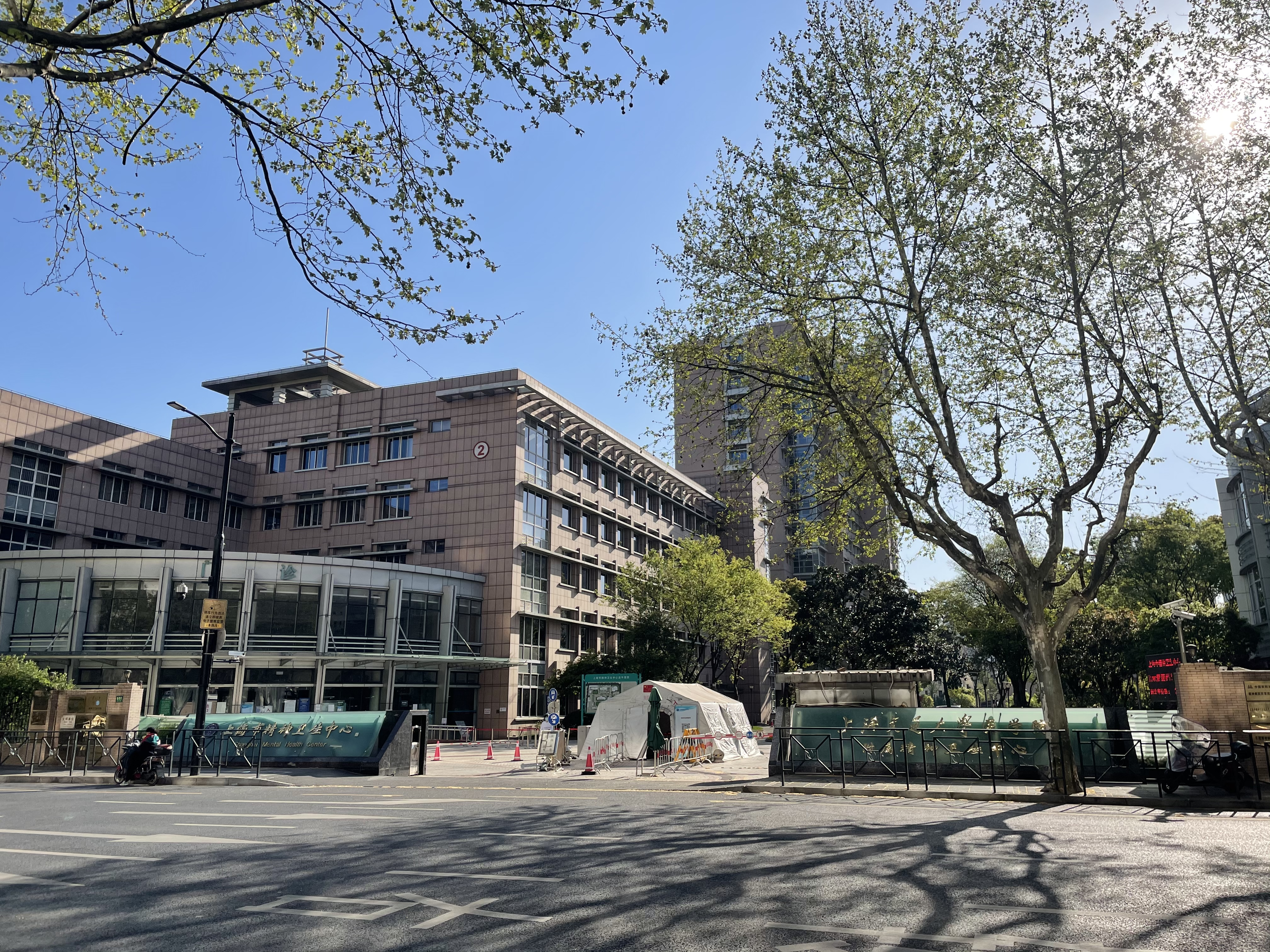
上海精神卫生中心徐汇院区

精神卫生中心有徐汇、闵行两个院区，还有下属的心理咨询与治疗中心位于徐汇院区旁的零陵路。徐汇主院区主要提供急性精神障碍患者的短期住院治疗，慢性长期住院患者和自愿戒毒患者主要在闵行分院区暨戒毒中心接受治疗。医院总建筑面积约10万平方米，截至2016年共有逾2,100张病床，年门诊量超过70万人次。医院设有普通精神科、心境障碍科、儿童青少年精神、老年精神障碍、康复治疗、临床心理、自愿戒毒等临床科室，其中2003年创建的心境障碍科（原称抑郁症病房）在中国大陆是首创。中心内有精神科专病诊治中心，对心境障碍、早期精神病性障碍、老年精神障碍、物质使用障碍、焦虑障碍及睡眠障碍等疾病实行有针对性的专病诊治。其下属的心理咨询与治疗中心则主要为心理障碍患者和受心理问题困扰的咨询者提供心理咨询及治疗服务。医院内设有心理测量与培训中心，为公众提供心理体检和心理卫生测评服务。2014年，心理咨询和治疗中心门诊接诊24.4万人次，其中6,700人次接受了心理治疗。2015年时日均接诊700余人。
精神卫生中心还设有上海市疾病预防控制精神卫生分中心、上海市精神卫生临床质量控制中心、国家精神药物临床试验机构等单位。上海市疾病预防控制精神卫生分中心主要负责全市重性精神疾病、严重精神障碍等精神疾病的预防控制和报告监测，为医疗机构提供技术支持和培训。上海市精神卫生临床质量控制中心主要负责制定精神科医疗标准和技术规范，培训考核上海市精神卫生专业人员，规划调研相关技术、设备和理论。国家精神药物临床试验机构是中国国家食品药品监督管理局（今国家食品药品监督管理总局）于2009年认定，具有精神类药物的临床试验资格。

## 社会服务
1990年11月，上海市精神卫生中心开设了“上海心理健康咨询热线”，是上海市最早设立的热线电话之一。这个公益热线为公众提供心理支持和心理健康信息，曾成功救助1,000多位企图自杀者，获得上海市卫生局的表彰和上海市科技进步三等奖。2008年12月，上海市卫生局与精神卫生中心合作，使用上海市公共卫生公益电话服务中心开通了全新的上海市心理援助公益热线（021-12320-5），由精神卫生中心管理和运行，为市民提供保密的专业心理干预和心理健康咨询服务。热线由受过系统培训的专业心理咨询师接听，平均每年服务1.3万人次。
上海市精神卫生中心参与了多场灾害或事故之后的受害者心理救助工作。在2008年汶川地震、2010年胶州路火灾、2014年跨年夜外滩踩踏事件、2015年东方之星号船难、2019新型冠状病毒疫情等事件中，精神卫生中心都派出专家，为受害者或家属等提供心理干预和疏导。
精神卫生中心还和上海市其他多个机构合作，开展戒毒禁毒、心理咨询和司法鉴定等社会服务。1997年6月，上海市禁毒工作领导小组办公室和上海市卫生局批准在精神卫生中心闵行院区设立上海自愿戒毒中心，是上海市首家自愿戒毒机构，至2014年时是上海唯一一家公立戒毒机构。2005年，戒毒中心成为聯合國毒品和犯罪問題辦公室国际药物依赖治疗与康复网络的唯一中国成员单位。精神卫生中心派遣药物依赖领域的专业医生在此从事戒毒临床和科研工作，对戒毒人员没有劳教和强制手段，但会对患者采取24小时监护，并与外界切断联系。自愿戒毒中心与上海市禁毒部门合作，除戒毒治疗外，还向社会开展禁毒科普和宣传工作，培养戒毒领域医疗工作人员。中心同时还利用临床研究数据，与上海市劳教局（今戒毒管理局）合作开发戒毒和心理干预的新方法。
21世纪初，精神卫生中心曾与复旦大学附属肿瘤医院合作开设心理咨询门诊，为肿瘤患者和家属排解心理障碍，但求诊人数未达预期。中心在2016年与上海20多家企业签订合作协议。签约企业将为康复的精神疾患提供合适的职位，与精神卫生中心合作，帮助这些康复患者回归社会。上海市的世界精神卫生日宣传教育活动也是由精神卫生中心举办。精神卫生中心还获得上海市司法局认证，有资格从事精神障碍的医学司法鉴定。
精神卫生中心的专家参与起草并推动实施了《上海市精神卫生条例》，条例于2002年颁布，对精神疾患的治疗作出规范，是中国大陆首部精神卫生地方法规。中心还参与了《中华人民共和国精神卫生法》草案的制定。

## 教学科研
1958年，当时的市立精神病院与上海第一、第二医学院精神科合并成立上海市精神病防治院后，吸收了两所医学院的精神病学教研室，同时作为其教学医院。1981年3月，精神病防治院成立了上海市精神卫生研究所，开始精神病学的教学和研究，设有药理生化、遗传、神经电生理、脑电影像、心理测量、临床流行病学、儿少行为、中西医结合、司法精神医学、精神康复医学等研究室。1982年2月，世界卫生组织与精神卫生中心合作建立研究与培训合作中心。这是中国与世卫组织首批合作中心之一，与各国高校、研究所合作，开展学术交流，同时为东南亚各国提供相关领域的培训。
精神卫生中心是上海交通大学医学院的附属医院，同时还是复旦大学上海医学院、同济大学医学院和上海中医药大学的教学医院。医院设有精神病学国家临床重点专科、上海市精神疾病临床医学中心和上海市重性精神病重点实验室，从事相关的研究。其老年精神医学、预防精神医学是上海市医学重点学科。上海市精神卫生研究所也设立在此。医院的心理咨询培训中心还负责培训心理咨询和心理治疗领域的专业工作人员。
精神卫生中心还与中国科学院、北京大学第六医院等中国医疗科研机构，美国国立卫生研究院、哈佛大学、埃默里大学、迪肯大學等世界各国科研机构和高校有合作关系，共同开展精神医学领域的研究工作。
此外，精神卫生中心还主办了中国科技核心期刊《上海精神医学》（ISSN 1002-0829，CN 31-1564/R）。这部期刊创建于1959年10月，1989年正式公开发行，是中国国内最早的精神科专业学术期刊。期刊由上海市卫生局（今上海市卫生和计划生育委员会）主管，精神卫生中心主办，向中国精神病学领域报道临床研究成果、经验和相关知识。期刊虽受精神卫生中心赞助，但其编辑部自称与医院相独立，所有决定不受医院及学校影响。

## 文化
上海市精神卫生中心徐汇院区地址“宛平南路600号”或“600号”为上海居民对此医院的代称。
2021年8月，上海市精神卫生中心在徐汇院区内开设“600号画廊”，展出精神障碍患者创作的艺术作品。
2021年9月中秋节期间院方食堂出品了“上海市精神卫生中心”字样以及医院Logo的月饼套装，面向医院职工售卖，在网络上引起热议；另外非官方出品的“600号”文创产品：包括印着“宛平南路600号”门牌的T恤衫、印着“上海市精神卫生中心”Logo和“出院留念”字样的白色搪瓷杯等也在互联网上流行。上海市精神卫生中心后勤保障部部长戴民认为这体现了公众对精神健康和这家专科医院的关注。